# Paris université club (basket-ball)
 (décembre 2020).
Si vous disposez d'ouvrages ou d'articles de référence ou si vous connaissez des sites web de qualité traitant du thème abordé ici, merci de compléter l'article en donnant les références utiles à sa vérifiabilité et en les liant à la section « Notes et références ».
Pour un article plus général, voir Paris université club.
Maillots
La section Basket du Paris université club est créée en 1924. Elle arbore les couleurs du club (le blanc représente la connaissance et la pureté, le violet la modestie et la croissance personnelle) et devient dès 1930 l’une des références du basketball français. 
À partir des années 1950, la section s’enrichit grâce aux arrivées régulières d’étudiantes et d’étudiants provinciaux et étrangers.
Dans les années 1970, de nombreuses équipes se professionnalisent, contrairement au PUC Basket qui souhaite garder son identité de club universitaire. Relégué à plusieurs reprises à partir de 1968, mais de retour en première division à chaque fois, le club préserve sa place au niveau national.
L’année 1975 marque le début de la fin au plus haut niveau du basket français avec notamment les départs de Jacky Renaud et de plusieurs autres joueurs, partis vers d’autres clubs Franciliens. Après la chute de 1975 en régional, les garçons remontent et parviennent à atteindre la N3. Ils y resteront jusqu’au début des années 2000. Ils évoluent maintenant au niveau régional.
La section féminine se maintient un peu plus longtemps au niveau national, mais finira par rejoindre les championnats régionaux dans les années 2010 et départementaux depuis 2018.

La section a fourni jusqu’à aujourd’hui, de nombreux cadres fédéraux et est résolument formatrice. Elle a préféré garder les valeurs de sa création plutôt que de céder aux sirènes du professionnalisme.

## Palmarès
- Champion de France : Filles (7) 1954, 1957, 1960, 1961, 1963, 1964, 1965, Garçons (2) 1947, 1963
- Vainqueur de la Coupe de France : Garçons (4) 1954, 1955, 1962, 1963.

## Présidents
Liste des présidents du club :
Jean Petitjean, Rénaud-Fix, Chatelain, Émile Gesnis, Jacques Flouret, Jacques Faucherre, Bernard Planque, Monique Dufresne de Virel, Jacques Delachet, Pierre de la Perrelle, Maurice Treich, Pierre Champion, Bernard Darot, Pierre Breysse, Gérard Bertheux, Georges Danton, Marie Paule Bernardeau, Philippe Saint, Pierre Yves Leveillé, Sophie Menain, Heidy Girousse, Laurent Tormin et Vincent Hercy[réf. nécessaire].

## Entraîneurs
Liste des entraineurs du club :
Filles : André Raquin, Micheline Riboulet, Aimé Gravas, Pierre Breysse, Michel Rat, Michel Dufraisse, Jean Paul Clerempuy, Fathi Driss, Sylva Darot, Bernard Grosgeorge, Alain Weisz, Didier Genéve, Alain Cintrat, Geneviéve Montigiani, Philippe Saint, Pascal Viguier, Frank Padovani, Jean Marc Gayet, Olivier Dailly, Thierry Dudit et Eric Klein.
Garçons : Gaston François, Jean Vigouroux, Jacques Flouret, Émile Frézot, René Rival, Martin Feinberg, Pierre Breysse, Robert Mérand, Jacky Renaud, Roger Antoine, Christian Cheviron, Ali El Ganari, Pierre Jeammes, Pascal Chaix, Philippe Saint, Philippe Morin, Philippe Perez, Claude Guyomard et Michel Longuet[réf. nécessaire].  

## Joueurs et joueuses
Liste des internationaux et internationales passé(e)s par le club :
Thierry Albert, Jean Amon, Roger Antoine, Ivano Ballarini, Gérard Bertheux, Michel Bonnevie, Michel Bras, André Burel, Raymond Constanciel, Robert Crost, Michel De Fautereau, Louis Doussaint, Fathi Driss, Lionel Ebreuil, Alain Faber, Paul Faber, Jacques Faucherre, Jacques Favory, Martin Feinberg, Henry Fields, Joël Fenart Jacques Flouret,  Émile Frézot, Aimé Gravas, Fernand Guillou, Claude Henry, Hugues Jannel,  Lionel Jarry, Jérôme Lauvaux, Claude Le Bitoux, Michel Longueville  André Michi, Vincent Michi, Michel Moine, Reed Monson, Simon O'Hanlon, Jacques Owen, Jo Owen, Bernard Petitjean, Pierre Petitjean, Bernard Planque, Fabrice Périac, Fabrice Randé, Michel Rat Jacky Renaud, Glen Richgels, René Rival, Jean Pierre Salignon, Philippe Singer, André Souvré, Marc Walter, Alain Weisz, Étienne Wittevronghel, Robert Zaguri
Alice Antoine, Danielle Arensma, Marie Paule Bernardeau, Colette Briand-Bonnevie, Martine Casse, Madgy Cator, Yaco Cator, Françoise Conord, Anne Cordès, Brigitte Couture, Anne Marie Cullié, Sylva Darot, Jacqueline Delachet, Geneviève Delavault-Bousgarbies, Sandrine Delpierre, Monique Dufresne de Virel, Katia Foucade, Martine Gauteroux-Gravas, Catherine Groleau-Rat, Françoise Hemerick-Luciani, Marie-Henriette Manuel-Doussaint, Éliane Masson, Marie-José Montagne  Geneviève Montigiani, Marie Jeanne Oster-Kancel, Colette Passemard, Marie Michelle Vallon-Passemard, Nicole Pierre-Sanchez, Elda Robinet, Anne Marie Safforge-Constanciel, Catherine Walliser, Jacqueline Wilmant[réf. nécessaire].